# Toirano
Toirano (en lígur: Tuiran) és un comune (municipi) de 2.665 habitants a la província de Savona a la regió italiana de Ligúria, situat uns 70 quilòmetres al sud-oest de Gènova i uns 30 quilòmetres al sud-oest de Savona.

## Geografia
Toirano limita amb els següents municipis: Balestrino, Bardineto, Boissano, Borghetto Santo Spirito, Castelvecchio di Rocca Barbena i Ceriale. El poble està tocant el riu Varatella.

## Llocs d'interès
- Coves de Toirano
- Coll de Toirano (801 msnm). Connecta Toirano amb Bardineto.